# Ars Antiqua Austria
Ars Antiqua Austria est un ensemble autrichien de musique ancienne fondé à Linz en 1995, avec le projet spécifique de jouer de la musique baroque autrichienne sur des instruments d'époque. La musique à la cour impériale à Vienne durant l'époque baroque était influencée par les formes musicales italiennes et françaises ainsi que par la musique de cour espagnole. Des éléments de musique folklorique slave et hongroise se mêlent avec des sonorités alpines dans la musique baroque autrichienne. La fusion de la musique de cour avec la musique folklorique et un soupçon de musique de danse forment le son typique du baroque autrichien.
Le noyau d'Ars Antiqua Austria comprend 8 musiciens dirigés par son fondateur, le violoniste baroque Gunar Letzbor. L'ensemble est complété, le cas échéant, afin d'aborder un plus large répertoire.

## Discographie
Les premiers enregistrements du groupe sont parus sous le label Arcana de Michel Bernstein.
- Biber, Sonatae violono solo 1681 - Ars Antiqua Austria, dir. Gunar Letzbor (1994, 2CD Synphonia)
- Biber, Sonates du Rosaire - Ars Antiqua Austria : Lorenz Duftschmid, basse de viole ; Wolfgang Zerer, orgue ; Wolfgang Glüxam, clavecin ; Axel Wolf, luth et archiluth ; Michael Oman, viole de gambe ; Uli Fussenegger, contrebasse ; dir. Gunar Letzbor et violon baroque (22-30 septembre 1996, 2CD Arcana A 901/ A 401) (OCLC 904774404)
- Bononcini, Cantate in soprano [1708] - Radu Marian ; Ars Antiqua Austria, dir. Gunar Letzbor (10-14 juillet 2002, Arcana A 335)
- Bertali, Prothimia suavissima - Letzbor (2005, Arcana)
- Weichlein, Encaenia Musices [1695] vol. 1 et 2 - Letzbor (1995, 2CD Symphonia)
- Muffat, Armonico tributo [1682] (2001, Symphonia) (OCLC 936950791)
- Bertali, Prothimia suavissima parte seconda - Ars Antiqua Austria, dir. Gunar Letzbor (Arcana) (OCLC 560629353)
- Biber & Schmelzer, Balletti - Michael Oman, flûte à bec ; Ars Antiqua Austria, dir. Gunar Letzbor (2003, SACD Chesky) (OCLC 53471454)
- Aufschnaiter, Dulcis Fidium Harmonia op. 4 (2003, Arcana A 313) (OCLC 871964761)
- Caldara, XII sinfonie a quattro (1-5 juillet 2003, Arcana A 324) (OCLC 937457627)
- Mouton, 10 concerti à 5 (concert 23-26 avril 2009, Challenge Classics) (OCLC 937871572)
- Kohaut, Haydn's lute player - Hubert Hoffman, luth ; Jan Krigovsky, contrebasse (26-29 mars 2008, Challenge Classics) (OCLC 938205377)
- Aumann, Requiem. Ecce quomodo. Tenebrae. Te Deum - Ars Antiqua Austria, dir. Gunar Letzbor (23-26 août 2008, Pan Classics) (OCLC 780238564)
- Biber, Fidicinium sacroprofanum - Ars Antiqua Austria, dir. Letzbor (2013, SACD Challenge)
- Habsburg music : tu felix Austria : Biber, Joseph Balthasar Hochreither, Georg Muffat, Johann Joseph Fux, Romanus Weichlein, Franz Joseph Aumann -  Ars Antiqua Austria, dir. Gunar Letzbor ; St. Florianer Sängerknaben, dir. Franz Farnberger (1994, 1995, 1998, 2008, 2011, 2012, 2013, Pan Classics) (OCLC 931680958)
- Hochreither, Requiem ; Missa jubilus sacer (4-7 mai 2011, Pan Classics) (OCLC 936676283)
- Ex Vienna - Anonymus Habsburg Violin Music - Ars Antiqua Austria, dir. Gunar Letzbor (23-26 janvier 2014, Pan Classics) (OCLC 907935837) Œuvres tirées du manuscrit XIV 726 du Minoritenkonvent de Vienne.
- Vivaldi, Quatre saisons ; František Jiránek, Concerto pour violon en ré mineur - Ars Antiqua Austria, dir. Gunar Letzbor (21-24 avril 2016, SACD Challenge Classics) (OCLC 961162084)
- Lonati, Sonate da camera [1701] - Ars Antiqua Austria, dir. Gunar Letzbor (2017, Pan Classics)